# Danny Nucci
Danny Nucci (Klagenfurt, 15 de setembro de 1968) é um ator americano nascido na Áustria, ficou conhecido por interpretar Fabrizio De Rossi no filme, Titanic de 1997, e pelo personagem Mike Foster da série The Fosters.

## Biografia
Nascido em Klagenfurt, na Áustria, é filho de mãe francesa marroquina e pai italiano. Nucci foi criado na Itália até os sete anos de idade, quando sua família se mudou para os Estados Unidos. Depois de viver temporariamente no Queens, em Nova York, a família se estabeleceu no vale de São Fernando, na Califórnia, onde Nucci se formou na Grant High School.
Ele se casou com a atriz Paula Marshall em 2003, com quem ele tem uma filha. Ele também tem uma filha de seu primeiro casamento. Nucci e Marshall se conheceram nos bastidores do filme That Old Feeling (1997).

## Filmografia

### Filmes
| Ano  | Título                                           | Personagem                        | Notas         |
| ---- | ------------------------------------------------ | --------------------------------- | ------------- |
| 1985 | Viagem ao Mundo dos Sonhos                       | Membro da gangue de Steve Jackson |               |
| 1985 | American Drive-In                                | Tommy                             |               |
| 1986 | The Children of Times Square                     | Luis Sotavento                    | Telefilme     |
| 1986 | The Brotherhood of Justice                       | Willie                            | Telefilme     |
| 1986 | Combat Academy                                   | Jai                               |               |
| 1988 | Home Free                                        | Dennis Ferrand                    | Telefilme     |
| 1990 | Book of Love                                     | Spider Bomboni                    |               |
| 1992 | Rescue Me                                        | Todd                              |               |
| 1993 | Alive                                            | Hugo Díaz                         |               |
| 1993 | Roosters                                         | Hector Morales                    |               |
| 1993 | For the Love of My Child: The Anissa Ayala Story | Airon Ayala                       | Telefilme     |
| 1993 | A Matter of Justice                              | Vince Grella                      | Telefilme     |
| 1994 | Ray Alexander: A Taster for Justice              | Paul Garcia                       | Telefilme     |
| 1994 | Blind Justice                                    | Roberto                           | Telefilme     |
| 1995 | Homage                                           | Gilbert Tellez                    |               |
| 1995 | Maré Vermelha                                    | Policial Danny Rivetti            |               |
| 1995 | In the Flesh                                     | Rico Sanchez                      |               |
| 1996 | The Rock                                         | Tenente Shepard                   |               |
| 1996 | Queima de Arquivo                                | Vice Monroe                       |               |
| 1996 | The Big Squeeze                                  | Jesse Torrejo                     |               |
| 1997 | Love Walked In                                   | Cousin Matt                       |               |
| 1997 | Guerra dos Sexos                                 | Joey Donna                        |               |
| 1997 | Titanic                                          | Fabrizio De Rossi                 |               |
| 1998 | The Unknown Cyclist                              | Gaetano Amador                    |               |
| 1998 | Sublet                                           | Stuart Dempsey                    |               |
| 1999 | The Outfitters                                   | Policial Mijants                  |               |
| 1999 | The Brave Little Toaster to the Rescue           | Alberto                           | Dublagem      |
| 1999 | Friends & Lovers                                 | David 'Dave'                      |               |
| 2002 | Do It for Uncle Manny                            | Oscar                             |               |
| 2002 | Firestarter 2: Rekindled                         | Vincent Sforza                    | Telefilme     |
| 2002 | Father Lefty                                     | Father Robert 'Lefty' Lefrack     | Telefilme     |
| 2003 | Mafia Doctor                                     | Frank                             | Telefilme     |
| 2003 | American Cousins                                 | Gino                              |               |
| 2004 | One Last Ride                                    | Benny                             | Não creditado |
| 2005 | Break A Leg                                      | EJ Inglewood                      |               |
| 2006 | The Way Back Home                                | Paul Reeds                        |               |
| 2006 | World Trade Center                               | Giraldi                           |               |
| 2008 | Backwoods                                        | Perry Walters                     | Telefilme     |
| 2010 | Sinatra Club                                     | John Gotti                        |               |
| 2011 | Escape                                           | Professor Jeremy Davis            |               |

### Televisão
| Ano       | Programa                       | Personagem                      | Notas                                            |
| --------- | ------------------------------ | ------------------------------- | ------------------------------------------------ |
| 1985      | Family Ties                    | Rick                            | Episódio: "Designated Hitter"                    |
| 1985      | The Twilight Zone              | Buddy                           | Episódio: "The Leprechaun-Artist/Dead Run"       |
| 1986      | Growing Pains                  | Scooter Krassner                | Episódio: "Employee of the Month"                |
| 1988      | Magnum, P.I.                   | Budge, Líder da Gangue de Bikes | Episódio: "The Great Hawaiian Adventure Company" |
| 1988–1989 | Falcon Crest                   | Gabriel Ortega                  | 16 episódios                                     |
| 1990      | Quantum Leap                   | Tony Pronti                     | Episódio: "Leap of Faith – August 19, 1963"      |
| 1990      | Ferris Bueller                 | Greg Knecht                     | Episódio: "Baby You Can't Drive My Car"          |
| 1991      | Out of This World              | Moose                           | Episódio: "Heck's Angels"                        |
| 1992      | Blossom                        | Lou                             | Episódio: "Three O'Clock and All Is Hell"        |
| 2002–2003 | Just Shoot Me!                 | Pete                            | 2 episódios                                      |
| 2003–2004 | 10-8: Officers on Duty         | Deputado Rico Amonte            | 15 episódios                                     |
| 2004      | Joey                           | Ron                             | Episódio: "Joey and the Dream Girl: Part 2"      |
| 2005      | House                          | Bill Arnello                    | Episódio: "Mob Rules"                            |
| 2008      | Without a Trace                | Scott Lucas                     | Episódio: "4G"                                   |
| 2008      | The Mentalist                  | Ben Machado                     | Episódio: "Flame Red"                            |
| 2008      | Criminal Minds                 | Burke Manning                   | Episódio: "Normal"                               |
| 2009–2014 | Castle                         | Gilbert Mazzara / Lance         | 3 episódios                                      |
| 2010      | CSI: NY                        | Policial Nicholas Henderson     | Episódio: "Vacation Getaway"                     |
| 2011      | CSI: Crime Scene Investigation | Detetive Daniel Sosa            | Episódio: "Cello and Goodbye"                    |
| 2011      | NCIS: Los Angeles              | Agente da CIA Figg              | Episódio: "Sacrifice"                            |
| 2012      | CSI: Miami                     | Will Kingsley                   | Episódio: "No Good Deed"                         |
| 2012      | The Booth at the End           | Henry                           | 5 episodes                                       |
| 2012      | NCIS                           | Gordon Fremont                  | Episódio: "Devil's Trifecta"                     |
| 2013      | Arrow                          | Fire Chief Raynes               | Episódio: "Burned"                               |
| 2013–2018 | The Fosters                    | Mike Foster                     | 87 episódios                                     |
| 2018      | The Rookie                     | Detetive Sanford Motta          | 2 episódios                                      |
| 2019      | 9-1-1                          | Detetive Romero                 | 2 episódios                                      |